# Mireius
Mireius is een geslacht van kevers uit de familie van de loopkevers (Carabidae). De wetenschappelijke naam van het geslacht is voor het eerst geldig gepubliceerd in 1984 door Straneo.

## Soorten
Het geslacht Mireius is monotypisch en omvat slechts de volgende soort:
- Mireius dentitibiis Straneo, 1984